# Sclerococcum montagnei
Sclerococcum montagnei är en lavart som beskrevs av Hafellner 1996. Sclerococcum montagnei ingår i släktet Sclerococcum, divisionen sporsäcksvampar och riket svampar.   Inga underarter finns listade i Catalogue of Life.